# 山崎元裕
山崎 元裕（やまざき もとひろ、1963年 - ）は、日本のモータージャーナリスト。新潟県出身。青山学院大学理工学部機械工学科卒業。

## 人物
日本のスーパーカー研究における第一人者であり、ニックネームは「スーパーカー超王」、もしくは単に「超王」。自動車雑誌編集部を経て、自らスーパーカーを入手するためにフリーへ転身。特にランボルギーニ、ブガッティ、マクラーレンF1等に関する研究に秀でている。世界中のモーターショーを飛び回り、数多くの自動車雑誌においてスーパーカーに関する執筆を担当している。「○○のそれに比べて」や「○○に他ならない」等のフレーズを多用すること、および1文目が体言止めで終わるケースが多いことが文章の特徴。自らモーニング娘。のファンであることを公表しており、「モーヲタジャーナリスト」と自嘲することもある。
漫画『サーキットの狼』の熱心な読者でもあり、彼のスーパーカー好きはこの漫画の影響であると思われる。知人の自動車評論家清水草一の著書『そのフェラーリください!』（三推社/講談社・1995年初版）に登場したときは、「フッホッホッホ、94年式さ」や「教えてやるぜ、ユーとミーのマシンの差をな!」など、登場人物である隼人ピーターソン風に喋っていた。